# Borsuk azjatycki
Borsuk azjatycki (Meles leucurus) – gatunek drapieżnego ssaka z rodziny łasicowatych (Mustelidae). Według klasyfikacji IUCN jest uznawany za gatunek najmniejszej troski. Borsuk azjatycki występuje na kontynencie azjatyckim.

## Systematyka
Do końca lat 90. XX wieku borsuk azjatycki był uznawany za podgatunek borsuka europejskiego (Meles meles). Borsuk był uznawany za jedyny gatunek w obrębie rodzaju Meles, z bardzo szerokim zakresem występowania w krainie palearktycznej. Badania morfologiczne na podstawie kości prącia i zębów trzonowych  oraz wyniki badań filogenetycznych z wykorzystaniem mitochondrialnego genu cytochromu b, pozwoliły na wyodrębnienie trzech nowych gatunków z rodzaju Meles:  Meles anakuma, Meles meles i Meles leucurus.

### Podgatunki
W odrębnie gatunku Meles leucurus zostało wyróżnionych pięć podgatunków: 
| Podgatunek                                          | Synonimy |
| --------------------------------------------------- | --- |
| Meles leucurus leucurus (Hodgson, 1847)             | M. leucurus blanfordi Matschie, 1907 M. leucurus chinensis Gray, 1868 M. leucurus hanensis Matschie, 1907 M. leucurus leptorhynchus Milne-Edwards, 1867 M. leucurus siningensis Matschie, 1907 M. leucurus tsingtauensis Matschie, 1907 |
| Meles leucurus amurensis Schrenck, 1859             | M. leucurus melanogenys J. A. Allen, 1913 M. leucurus schrenkii Nehring, 1891 |
| Meles leucurus arenarius Satunin, 1895              | |
| Meles leucurus sibiricus Kastschenko, 1900          | M. leucurus aberrans Stroganov, 1962 M. leucurus altaicus Kastschenko, 1902 M. leucurus enisseyensis Petrov, 1953 M. leucurus eversmanni Petrov, 1953 M. leucurus raddei Kastschenko, 1902                                              |
| Meles leucurus tianschanensis Hoyningen-Huene, 1910 | M. leucurus talassicus Ognev, 1931 |

## Morfologia
Borsuk azjatycki osiąga od 50 do 70 cm długości ciała (samce z podgatunku Meles leucurus arenarius osiągają nawet 78 cm długości ciała, a z podgatunku Meles leucurus sibiricus do 75 cm), długość ogona wynosi od 13 do 20 cm, masa ciała od 3,5 do 9 kg. W stosunku do borsuka Meles leucurus jest nieznaczne mniejszy, natomiast posiada dłuższe górne zęby trzonowe. Pysk porasta sierść koloru białego, tułów – w odcieniach ochry oraz brązowa.

## Występowanie i siedlisko
Borsuk azjatycki zamieszkuje kontynent azjatycki na wschód od Wołgi; zasięg występowania ciągnie się przez Rosję aż do Azji Środkowej (Chiny, Mongolia, Korea Północna i Korea Południowa). Wołga stanowi granicę występowania dwóch gatunków z rodzaju Meles – na zachód od niej występuje gatunek Meles meles. Jedynym miejscem w Azji, w którym populacja borsuk azjatyckiego występuje na zachodnim brzegu Wołgi, jest obszar Gór Żygulowskich. Gatunek jest szeroko  rozpowszechniony wzdłuż pasma górskiego Ural oraz na obszarach położonych na wschód od pasma.
Borsuk azjatycki zamieszkuje lasy liściaste z polanami lub otwarte przestrzenie z niewielkimi obszarami porośniętych lasem. Gatunek można również spotkać na terenie lasów iglastych, stepów, jak i na obszarach podmiejskich. Występuje na wysokości od poziomu morza do 2 500 m n.p.m. w górach Tienszan oraz  potencjalnie do wysokości około 4 000 m n.p.m. na Wyżynie Tybetańskiej.

## Cykl życiowy
Osobniki z gatunku borsuka azjatyckiego wydają potomstwo w okresie od połowy stycznia do połowy marca. Miot może liczyć od 1 do 5 młodych osobników. Dojrzałość płciową samice osiągają pomiędzy 13 a 14 miesiącem życia, a samce pomiędzy 12 a 15 miesiącem. Osobniki rzadko dożywają wieku 10 lat w naturze. Zwierzę prowadzi nocny tryb życia. Głównym składnikiem diety borsuka azjatyckiego są: owoce, orzechy, bulwy, żołędzie i uprawy zbożowe; ponadto żywi się licznymi bezkręgowcami, jajami oraz drobnymi kręgowcami (myszy, norniki, jeże).

## Status i znaczenie gospodarcze
Borsuk azjatycki został uznany przez IUCN za gatunek najmniejszej troski (kategoria LC). W Chinach Meles leucurus uznawany jest za gatunek krytycznie zagrożony (kategoria CE), ponieważ uważa się, że Meles leucurus w Chinach występuje tylko na obszarze Tybetu, a populacje występujące  w pozostałych częściach kraju traktowane są jako  Meles meles (borsuk) i nadany im został status gatunku bliskiego zagrożenia (kategoria NT). Według W.C. Wozencrafta w Chinach występuje jedynie Meles leucurus i tym samym status nadany w Chinach jest niepoprawny.
W Chinach, Mongolii oraz w Rosji na gatunek można legalnie polować, okres polowań w Rosji rozpoczyna się w sierpniu i kończy w listopadzie. W Chinach na obszarach objętych ochroną dochodzi do kłusownictwa. Włosy Meles leucurus wykorzystywane są do produkcji włosia w pędzlach, a skóra znajduje zastosowanie w produkcji dywanów i galanterii.